# Cadmogenes literata
Cadmogenes literata är en fjärilsart som beskrevs av Edward Meyrick 1923. Cadmogenes literata ingår i släktet Cadmogenes och familjen Plutellidae. Inga underarter finns listade i Catalogue of Life.